# Leugny (Vienne)
 Leugny  es una población y comuna francesa, situada en la región de Poitou-Charentes, departamento de Vienne, en el distrito de Châtellerault y cantón de Dangé-Saint-Romain.

## Demografía
| 369 | 326 | 311 | 357 | 362 | 398 |
| Para los censos de 1962 a 1999 la población legal corresponde a la población sin duplicidades (Fuente: INSEE [Consultar]) |     |     |     |     |     |